# Ali al-Assad
Ali al-Assad, né al-Wahsh en 1875 et mort en 1963, est un agriculteur syrien et un chef de tribu qui était le père de l'ancien président syrien Hafez al-Assad et le grand-père de son successeur Bachar al-Assad,.

## Vie privée
Ali ibn Souleyman al-Wahsh était le fils de Souleyman ibn Ahmed ibn Ibrahim ibn Sulayman al-Wahsh. La famille al-Assad vivait à Qardaha, une ville alaouite dans la région montagneuse de Lattaquié Sandjak de l'Empire ottoman. Ils étaient membres de la tribu Kalbiyya,,.
Ali al-Assad était connu pour protéger les faibles et, dans les années 1920, il avait aidé les réfugiés fuyant l'ancienne province d'Alep lorsque la France en avait cédé une partie à la Turquie[réf. nécessaire]. Il était l'un des rares Alaouites alphabétisés de son village natal et le seul homme de son village à s'abonner à un journal. Pour ses réalisations, Ali a été appelé al-Assad (« le Lion ») par ses compatriotes Alaouites, et a fait de ce surnom son nom de famille en 1927.
Ali s'est marié trois fois et a eu onze enfants pendant plus de trois décennies. Sa première épouse, Sa'ada, était originaire du district de Haffeh. Ils eurent trois fils et deux filles. Sa seconde épouse était Na'isa, vingt ans plus jeune que lui. Elle était la fille d'Uthman Abbud du village de Qutilba, à environ 12 kilomètres plus haut dans la montagne. Ils ont eu une fille et cinq fils. Le quatrième enfant, Hafez, est né le 6 octobre 1930.